# تخمس الصيغة الصبغية
خُماسي الصيغة الصبغية، المعروف أيضًا باسم 49،XXXXX، هو شذوذ في الكروموسومات بحيث تكون لدى الأنثى خمسة كروموسومات X بدلًا من الاثنين الطبيعيين. قد تشملُ الأعراض الإعاقة الذهنية، قامة قصيرة، آذان منخفضة الوضع، ضعف العضلات، وتأخر النمو. قد تشمل المضاعفات أمراض القلب الخلقية.
يُرجع السبب في هذه الحالة إلى مشاكل أثناء تكوين الخلايا التناسلية في والدي الشخص. تشمل عوامل الخطر الآباء الأكبر سنًا أثناء التخصيب. يُرجَّح التشخيص بهذه الحالة بناءً على الأعراض، ويؤكده التحليل الكروموسومي.
يعتمد العلاج على الأعراض. كما يعتبر هذا الاضطراب حالة نادرة جدًا، حيث تم الإبلاغ عن أقل من أربعين حالة اعتبارًا من عام 2011. شخصت الحالة لأول في عام 1963.

## العلامات والأعراض
الخصائص الرئيسية للخماسي الصيغة الصبغية هي الإعاقة الذهنية وقصر القامة والتشوهات القحفية الوجه.تشمل السمات الجسدية الأخرى ما يلي:
- رأس صغير[5]
- تشوهات الأذن[5]
- عيون متباعدة بشكل كبير ومائلة إلى أعلى شق الجُفن وطية العين.[5]
- رقبة قصيرة[5]
- أنف عريض مع جسر أنف منخفض. [4]
- تمدد مفرط للمرفقين. [4][5]
- تشوهات الأسنان والحنك المشقوق. [4][5]
- تقوس الأصابع الخامس.[4][5]
- تشوهات القدمين [4][5]
- مرض قلبي خلقي [5][6]

## الأسباب
قد يكون سبب اختلال الصيغة الصبغية من المشاكل التي تحدث أثناء الانقسام الاختزالي، سواءً في الأم أو في كل من الأم والأب. وقد لوحظت حالات عدم الانفصال في أم مريض واحد على الأقل.
من المحتمل أن تظهر سمات المتلازمة بسبب فشل تعطيل X ووجود كروموسومات X متعددة من نفس الوالد مما يسبب مشاكل في النسخ الجيني . من الناحية النظرية، يجب أن يحدث تعطيل X وترك كروموسوم X واحدا نشط في كل خلية. ومع ذلك، فقد لوحظ فشل هذه العملية في شخص تمت دراسته. يُعتقد أن سبب ذلك هو وجود عدد كبير وغير متوازن من الكروموسومات X التي تتداخل مع العملية.

## روابط خارجية
- المعلومات والدعم عن متلازمة تخمس الصيغة الصبغية